# 獅虎
獅虎（学名：Panthera leo × tigris），又稱為彪、獅虎獸，是雄獅（Panthera leo）與雌虎（Panthera tigris）雜交後的產物，是屬於貓科豹屬的一員，但父母親屬不同物種（豹属杂交种）。其樣貌似獅似虎，身上長有虎紋。其與雄虎與雌獅雜交後的產物虎獅並不相同。獅虎是所有貓科動物物種當中體型最大者（混血），體型比獅子、老虎都要來的大上許多，體型差距相當明顯，成年體型甚至比棕熊、北極熊都還要來的碩大，是目前全世界體型最大的食肉性哺乳類兼混血貓科動物。
獅虎喜歡游泳，這特徵遺傳自虎，但又遺傳了來自獅的社交喜好特性。在自然環境中獅和虎的棲息地很少重疊，所以獅虎只在圈養環境中出現。不過，歷史上亞洲獅是一種多產物種，因此過往獅與虎的棲息地很有可能會重疊，所以有傳言野生的獅虎其實可能曾經出現過。
歷史上最早有關獅虎的紀錄發生於19世紀早期的印度。1798年，法國博物學家艾蒂安·若弗鲁瓦·圣伊莱尔（1772－1844）曾為「一隻獅與一隻虎的後代」製作一個顏色名牌。
第一隻獅虎可能是因為飼主將一隻雄獅和雌虎放置在同一個籠子中，且並未對牠們動結紮手術，長期下來性慾無處發洩，最後雄獅與雌虎交配而誕生。後來人們刻意製造獅虎，從中也產生出虎獅，並讓此物種互相交配，卻發現此物種難以生育；由於是人為影響下所造就出的產物，狮虎兽存活的機率微乎其微，所以獅虎和虎獅極其罕見。現時世上的獅虎合共有約10－20頭。2013年11月，世界首例白色獅虎在美國南卡羅來納州莫特爾灘野生動物園出生，是一宗四胞胎。
雌性獅及雄性虎會把控制生長的遺傳基因傳給後代。獅虎卻是雌虎與雄獅的後代，等於缺少了這一條可以控制生長的基因，所以生長不受控制，其父母遺傳自染色體編排列數不一致，導致基因結合發生異變，到壽命已盡前會無限增大體型。獅虎由出生起會不斷生長，直至牠的身體不能承受為止。因此獅虎的體型會比獅或虎都明顯大上許多。
雄性獅虎不能生育，而雌性有某個機率具有生育力。牠們可與雄獅交配產生獅獅虎或與雄虎產生虎獅虎，但都很短命。